# Lucjan Szymański
Lucjan Antoni Szymański, ps. „Janczar”, „Kamiński”, „Garda” (ur. 17 marca 1897 w Białych Wodach na Ukrainie, zm. 5 marca 1945 w Warszawie) – podpułkownik kawalerii Wojska Polskiego.

## Życiorys
Lucjan Antoni Szymański urodził się 17 marca 1897 roku w miejscowości Białe Wody, w guberni charkowskiej, w rodzinie Hilarego (1855–1911) i Olimpii z Protessowiczów (ur. 1869). Uczęszczał do 7-klasowej szkoły handlowej w Kamieńcu Podolskim, którą ukończył w lipcu 1916. Mając 14 lat, wstąpił do konspiracyjnego oddziału polskiej organizacji „Strzelec”. W sierpniu 1916 rozpoczął studia w Handlowym Instytucie w Kijowie, lecz już w październiku 1916 został powołany do carskiego wojska. W 1917, służąc w carskim 8 pułku huzarów, ukończył Szkołę Wojskową im. Wielkiego Ks. Konstantego Konstantynowicza w Kijowie. We wrześniu 1917 wstąpił do tajnej Ligi Polskiej Pogotowia Walki Czynnej. Następnie służył w I Korpusie Wschodnim jako plutonowy Legii Oficerskiej. 3 lipca 1918 roku został zdemobilizowany. Jesienią 1918 roku wstąpił do Wojska Polskiego. 14 stycznia 1919 roku rozpoczął służbę w szwadronie jazdy ziemi kujawskiej we Włocławku. Uczestnik wojny polsko-bolszewickiej 1920 roku (wyprawa kijowska, bitwa warszawska, bitwa niemeńska).
W okresie międzywojennym w 1, a następnie w 3 pułku strzelców konnych w stopniu podporucznika. 3 maja 1922 roku został zweryfikowany w stopniu porucznika ze starszeństwem z dniem 1 czerwca 1919 roku i 343. lokatą w korpusie oficerów jazdy (od 1924 roku – kawalerii). W Szkole Podchorążych dla Podoficerów w Bydgoszczy jako instruktor jazdy konnej. 12 kwietnia 1927 roku awansował na rotmistrza ze starszeństwem z dniem 1 stycznia 1927 roku i 51. lokatą w korpusie oficerów kawalerii. 20 września 1930 roku został przeniesiony do Korpusu Ochrony Pogranicza. 27 listopada 1930 roku objął dowództwo Szwadronu Kawalerii KOP „Iwieniec”. 20 lutego 1934 roku został przeniesiony do 9 pułku strzelców konnych w Grajewie na stanowisko dowódcy 1 szwadronu. W 1937 roku został komendantem Rejonu Przysposobienia Wojskowego Konnego 2 Dywizji Piechoty Legionów w Kielcach oraz 11 pułku Ułanów Legionowych w Ciechanowie. Awansował do stopnia majora.
Kampanię wrześniową 1939 przeszedł szlakiem bojowym 11 pułku ułanów jako II zastępca dowódcy. Wzięty do niewoli niemieckiej po kapitulacji po bitwie pod Krasnobrodem 25 września. W październiku 1939 zbiegł z niewoli niemieckiej, w konspiracji pod ps. „Janczar”, w ZWZ, potem AK. W 1940 organizator ZWZ w pow. Mińsk Mazowiecki, w listopadzie 1941 inspektor AK w pow. Mińsk Mazowiecki i Siedlce-miasto. Ostatni dowódca podokręgu „Białowieża” Warszawa-Wschód. Według planu odtworzenia WP (OSZ) ppłk Lucjan Szymański był przewidziany jako dowódca Mazowieckiej Brygady Kawalerii. Inspektor AK mjr Lucjan Szymański „Janczar” został awansowany do stopnia podpułkownika w dniu 1 października 1943 r. Ppłk. Lucjan Szymański jako najstarszy stopniem oficer AK oraz inspektor Komendy Głównej AK na obwody Siedlce, Sokołów Podlaski, Garwolin i Mińsk Mazowiecki, po aresztowaniu 8 sierpnia 1944 dowódcy Podokręgu płk. Suszczyńskiego (i innych oficerów którzy zgłosili się na ponowne spotkanie z sowieckim gen. Popowem) objął dowodzenie całym podokręgiem.
23 grudnia aresztowany przez ppor. Józefa Światło. Prawdopodobnie ostatnia depesza adresowana do gen. Leopolda Okulickiego podpisana przez „Janczara” została wysłana do Londynu w dniu 20 listopada 1944 roku. Więziony w Siedlcach i w katowni przy ul. 11 Listopada na warszawskiej Pradze tzw. „Toledo”. Według informacji przekazanych rodzinie przez prokuraturę – stracony 5 marca 1945. Współwięźniowie twierdzą, że był wielokrotnie wieszany na drzewie na terenie więzienia i został pochowany pod ścianą więzienia w pobliżu narożnika północnego. Jego grób symboliczny znajduje się na Cmentarzu Wojskowym na Powązkach w Warszawie, w Kwaterze „na Łączce”, a tablice pamiątkowe jego pamięci w krużganku kościoła św. Antoniego i na murze kościoła św. Karola Boromeusza w Warszawie.
Zrehabilitowany 29 czerwca 1993 roku. 14 sierpnia 2017 roku został awansowany pośmiertnie na stopień pułkownika.

## Ordery i odznaczenia
- Krzyż Walecznych nr 10868 (10 maja 1921)
- Srebrny Krzyż Zasługi (19 marca 1937)[8]
- Medal Dziesięciolecia Odzyskanej Niepodległości
- Odznaka Pamiątkowa I Korpusu Polskiego w Rosji[9]
- Medal 10 Rocznicy Wojny Niepodległościowej (Łotwa, 1929)[10]
- Medal Zwycięstwa („Médaille Interalliée”)

Generał podporucznik Edward Śmigły-Rydz wnioskując o nadanie Krzyża Walecznych napisał:

W czerwcu 1919 roku plutonowy Szymański Lucjan obsadzając placówkę w mieście Kobylnik wysuniętą o 25 km od miejsca postoju szwadronu mając pod swoją komendą 10 ludzi dostał 15 czerwca rozkaz zrobienia głębszego wywiadu na tyłach nieprzyjaciela i ewentualnego zbadania m. Miadzioł. Maszerując w wyżej wskazanym kierunku plut. Szymański spotkał w odległości 3 km od miejsca postoju placówki patrol nieprzyjacielski składający się z 1 plutonu piechoty. Brawurowym atakiem na nieprzyjaciela zmusił go plut. Szymański do cofnięcia się w nieładzie otwierając sobie drogę do dalszego patrolowania. Dotarłszy do folwarku Miadzioł położonego 2 km od miejscowości o tej samej nazwie spostrzegł, że jest ono obsadzone przez piechotę nieprzyjacielską. Spieszywszy patrol plut. Szymański zaatakował z 8 ludźmi miasteczko, do którego też wdarł się i utrzymywał przez dwie godziny odpierając kilkakrotne usiłowania nieprzyjaciela do zajęcia straconej placówki. Po nadejściu znaczniejszych sił nieprzyjacielskich i nie posiadając amunicji, wycofał się przywożąc cenne wiadomości. Straty własne jeden szeregowy.

W 1920 roku był przedstawiony do odznaczenia Krzyżem Srebrnym Orderu Wojennego Virtuti Militari za zdobycie w walce sztandaru sowieckiej kawalerii.